# Bellaghy
Bellaghy är en ort i Storbritannien.   Den ligger i riksdelen Nordirland, i den västra delen av landet, 500 km nordväst om huvudstaden London. Bellaghy ligger 26 meter över havet och antalet invånare är 1 072.
Terrängen runt Bellaghy är huvudsakligen platt, men åt nordost är den kuperad.Runt Bellaghy är det ganska tätbefolkat, med 72 invånare per kvadratkilometer. Närmaste större samhälle är Ballymena, 16,7 km öster om Bellaghy. Trakten runt Bellaghy består i huvudsak av gräsmarker.